# Praag 18-Letňany
Praag 18-Letňany is een gemeentelijk district van de Tsjechische hoofdstad Praag. Het valt zowel samen met het administratieve district Praag 18 als met de voorstad Letňany. Letňany heeft 15.471 inwoners (2006). Een bekend persoon uit Letňany is de communistische leider Antonín Novotný, die in 1904 hier geboren werd.
De eerste vermelding van het dorpje Letňany stamt uit het jaar 1307, sinds 1968 is het onderdeel van de gemeente Praag. In Letňany bevindt zich een tweetal vliegtuigfabrieken. Tegenwoordig zijn deze fabrieken echter niet meer zo groot. Wel is er nog steeds een vliegveld; Vliegveld Letňany
Langs de westzijde van het stadje loopt de autosnelweg D8. Ook met het openbaar vervoer is Letňany goed bereikbaar. Sinds 2008 is er een aansluiting op het metronetwerk van Praag. station Letňany is nu het noordoostelijke eindpunt van lijn C.
Het was de bedoeling dat als Praag de Olympische Zomerspelen van 2016 zou mogen organiseren het Olympisch stadion voor de openingsceremonie gebouwd zou worden in Letňany. Op 4 juni 2008 werd het echter duidelijk dat Praag was afgevallen als kandidaatstad.

## Aangrenzende districten
Letňany grenst in het westen aan de districten Praag 8 en Praag-Ďáblice. Ten zuiden ligt Praag 9 en ten oosten van Letňany ligt het district Praag 19-Kbely. Aan de noordkant bevindt zich Praag-Čakovice.